# 閩南語輸入法
閩南語輸入法（又稱為福建話輸入法、或台語輸入法、台文輸入法等之各式名稱）是一類以閩南語語音為本位的拼音輸入法。通常一套輸入法皆能提供漢字或者台羅拼音等表記方式的輸入。對於閩南人及閩南裔族群來說，閩南語輸入法能讓他們直觀地以其母語發音輸入所要輸入的文字，是直觀的思考模式。然而，多數閩南語使用者皆已受華語、英語、馬來語等外語教育，導致母語能力或使用程度逐漸下滑，因此閩南語輸入法比起粵語輸入法，需求度和通行度相對不高。不過、仍然有志在保護母語的人士和團體持續設計並更新精進閩南語輸入法，並獲得部分熱愛母語者的支持。由於閩南語拼音存在優勢的拼音辦法，因此各種軟體通常採用台羅拼音為主進行輸入法編程，並已逐漸成熟。

## 輸入方式
目前閩南語或台語的輸入方式分為個人電腦（桌上型電腦或筆電），以及行動裝置即手機裝置這二大類為主；至於其它如Linux等之作業系統閩南語輸入法、或已有或有待開發。基本上這些閩南語或台語的輸入法軟件均以免費為主，少部分以商業販售為主。拼音輸入字形以台羅、及白話字為大宗，而少部分支援臺灣方音符號。亦有極少部分支援臺語諺文，或是專門支援臺灣方音符號。這些軟件的介紹如下所述。

## 個人電腦輸入法
目前在桌上型個人電腦PC，或筆記型電腦的閩南語輸入法大約有如下幾種。基本上以免費自由下載爲主，亦有商業付費的下載。

### 臺灣閩南語漢字輸入法
「臺灣閩南語漢字輸入法」是由中華民國教育部委託，由研發嘸蝦米輸入法的行易有限公司承作，專為「臺灣閩南語漢字」量身打造的輸入法。屬於免付費的台語輸入法。只要依「臺灣閩南語羅馬字拼音方案」輸入臺羅拼音，就會列出所有對應的漢字供使用者選字，就像注音輸入法一樣。

### 信望愛台語客語輸入法
由國立清華大學物理系陳柏中教授與退休國小教師蕭平治、以及一群熱愛台語人士所共同發展而成的「信望愛台語文輸入法FHL TaigiIME」，前後共耗時七年。屬於免付費的台語輸入法。

### 意傳台文輸入法(已於2024年結束使用)
屬於商業付費的台語輸入法，也是個人電腦的台語輸入法之一。可以輸入TL及POJ，而在POJ有連字符及無連字符兩種輸入法。分爲：①教育部漢羅、②白話字全羅、③白話字漢羅、④教育部全羅，以及⑤白話字無連字符(TOJ)等幾種輸入法。因意傳台文輸入法，有字庫(iTaigi 愛台語)可以擇字，方便聲調在輸入時的辨識處理。

### Transliterator
Package texlive-context-transliterator: Transliterate text from 'other' alphabets

The package will read text in one alphabet, and provide a transliterated version in another; this is useful for readers who cannot read the original alphabet. The package can make allowance for hyphenation.
date: 2014-02-26 22:03:13 +0000.

## 行動裝置輸入法
目前行動裝置手機的閩南語輸入法大約有如下幾種，基本上以免費自由下載爲主。

### PhahTaigi 台語輸入法
為行動裝置手機的台語輸入法之一，以輸入TL及POJ爲主；並及台語全漢、或漢羅等之輸入字形。有Android、IOS等作業系統版本。因本輸入法，有字庫(ChhoeTaigi 找台語)可以擇字，方便聲調在輸入時的辨識處理。 並計劃2022年開發個人電腦版(Mac, Windows版)的 PhahTaigi 輸入法。屬於免付費的台語輸入法；不過期望各方自由捐贈發展費用。

### TaigIME
目前已發展到 TaigIME2，即 TaigIME 的第2版。本法除TL及POJ以外，亦可以輸入全漢、漢羅，以及臺灣方音符號等拼音輸入法。屬於免付費的台語輸入法。

### 漳泉音字輸入法（Lee Chun Hoe）
爲以輸入臺語諺文爲主之輸入法，可以書寫漳泉諸語言，比如閩南語、台語、福建話、咱儂話等。其特色是以韓語字母諺文為拼音字母之輸入法。屬於免付費的台語輸入法。

### 台語齒佈（Chuehfu Tech）
是以輸入臺灣方音符號爲主之輸入法，目前正在進行實驗計劃及試用中。屬於免付費的台語輸入法。

### Lohankha 台語輸入法
羅漢腳(Lô-hàn-kha)輸入法Lohankha、為台語輸入法之一。也是專為iPad設計的台語輸入法。屬於免付費的台語輸入法。 Lohankha 亦支援閩南語維基百科全漢版(taigi.lohankhopedia.org)的編譯工作。

### 中州韻rime 社群自製閩南語輸入法方案
中州韻輸入法引擎(rime)是由佛振編寫的開源中文輸入法，目前專案網站、原始碼均代管在GitHub在社群的努力下己經有高達數十種以上閩南語系方言的輸入法案，有着智慧詞庫、自動選字、連打的，可以由使用者自己改善輸入法的問題以及自己開發輸入法電腦及手機皆可使用。

### 閩南文輸入法 (Gboard)
是由Gboard 內建的閩南語輸入法，有分台羅字母以及白話字母二種輸入方式。

### 福建文/閩南語輸入法（SwiftKey）
是SwiftKey內建的閩南語輸入法，輸入方式為臺羅拼音。

## 參閱
- 閩南語拉丁化

## 外部連結
- 維基教科書中有關zh:臺灣話/書寫/輸入法的文本
- PhahTaigi 台語輸入法 (Taigi Keyboard) - Google Play 應用程式 （页面存档备份，存于）
- PhahTaigi 台語輸入法的Facebook專頁
- 終身教育司-臺灣閩南語漢字輸入法 （页面存档备份，存于）
- 信望愛台語客語輸入法(FHL Taigi-Hakka IME)（页面存档备份，存于）
- 意傳台文輸入法 （页面存档备份，存于）
- PhahTaigi 台語輸入法的Facebook專頁
- 台文雞絲麵 Tâibûn Kesimī (PhahTaigi) （页面存档备份，存于）
- PhahTaigi-GitHub （页面存档备份，存于）
- Lohankha台語輸入法的Facebook專頁
- Lohankha台語輸入法 （页面存档备份，存于）
- 在AppStore上的Lohankha台語輸入法 （页面存档备份，存于）
- .   [2021-07-07]. （原始内容存档于2012-05-13）. – Windows和Mac OS X上的开源输入法。
- .   [2019-03-06]. （原始内容存档于2012-05-13）. – Windows上的闽南语、客语白话字输入法。
- (PDF).   [2021-07-07]. （原始内容存档 (PDF)于2015-09-24）. – 中华民国教育部发布的跨平台输入法。
- .   [2021-07-07]. （原始内容存档于2012-05-13）. – 在浏览器中输入POJ的Firefox扩展。
- .   [2021-07-07]. （原始内容存档于2012-05-13）. – Mac OS X上的开源输入法。
- ChhoeTaigi-找台語 （页面存档备份，存于）
- iTaigi-愛台語 （页面存档备份，存于）
- Web-台語漢文輔助系統 （页面存档备份，存于）